# Karlebo Kommune
| Strukturdaten       | Strukturdaten       |
| ------------------- | ------------------- |
| Sitz der Verwaltung | Kokkedal            |
| Fläche              | 40,07 km²           |
| Einwohner           | 19.436 (2004)       |
| Kommune seit 2007   | Fredensborg Kommune |

Karlebo Kommune war bis Dezember 2006 eine dänische Kommune im damaligen Frederiksborg Amt im Nordosten der Insel Seeland. Seit Januar 2007 ist sie zusammen mit der ehemaligen Kommune Fredensborg-Humlebæk Teil der neugebildeten Fredensborg Kommune.